# Richard de Hauteville
Richard de Hauteville (n. cca. 1045–d. 1110) a fost un nobil cavaler normand din familia Hauteville, cuceritoare a sudului Italiei pe parcursul secolului al XI-lea.
Richard s-a născut în jurul anului 1045, fiind fiul lui Drogo de Hauteville, aventurier și conte normand, cu Altrude de Salerno, o principesă longobardă. Prin tatăl său, era nepot al lui Robert Guiscard și al lui Roger I al Siciliei. La moartea tatălui său din 1051, Richard era prea tânăr pentru a putea să suceeadă acestuia, drept pentru care a fost ales conte unchiul său Umfredo. La moartea acestuia din urmă, fiii acestuia Abelard și Herman (verii lui Richard) au fost ignorați de către unchiul lor Robert Guiscard. În timp ce Abelard s-a revoltat, emițând pretenții asupra moștenirii, Richard a trecut în tabăra lui Guiscard și a lui Roger de Sicilia. Richard a fost prezent alături de Guiscard la cucerirea Bari de la bizantini în aprilie 1071 și a luptat din răsputeri împotriva verilor săi rebeli și a aliaților acestora între 1078 și 1080, când Abelard a murit. Pentru sprijinul acordat, Richard a fost confirmat drept conte de Castellaneta, Oria și Mottola de către unchiul său Robert Guiscard.
În 1101, a fost numit seneșal de Apulia și Calabria de către fiul și succesorul lui Guiscard, Roger Borsa, de asemenea văr al său.